# Труа-6
Труа́-6 (фр. Troyes-6) — упразднённый кантон во Франции, находился в регионе Шампань — Арденны, департамент Об. Входил в состав округа Труа. Всего в кантон Труа-6 входили 4 коммуны, из них главной коммуной являлась Труа.
Кантон был создан в 1973 году. По закону от 17 мая 2013 и декрету от 14 февраля 2014 года количество кантонов в департаменте Об уменьшилось с 34 до 17. Новое территориальное деление департаментов на кантоны вступило в силу во время выборов 2015 года, и кантон Труа-6 был расформирован. С 22 марта 2015 года коммуны Сент-Андре-ле-Верже и Сен-Жермен перешли в кантон Сент-Андре-ле-Верже, Лен-о-Буа — в кантон Ле-Рисе, а территория города Труа была перераспределена между оставшимися кантонами города.

## Коммуны кантона
| Коммуна             | Население, чел. (2006) | Почтовый индекс | Код INSEE |
| ------------------- | ---------------------- | --------------- | --------- |
| Лен-о-Буа           | 500                    | 10120           | 10186     |
| Сен-Жермен          | 2 387                  | 10120           | 10340     |
| Сент-Андре-ле-Верже | 11 264                 | 10120           | 10333     |
| Труа                | 63 456                 | 10000           | 10387     |

## Население
| 1962 | 1968 | 1975 | 1982   | 1990   | 1999   | 2006   | 2012   |
| ---- | ---- | ---- | ------ | ------ | ------ | ------ | ------ |
| -    | -    | -    | 12 194 | 13 508 | 13 738 | 18 633 | 20 121 |